# Tönisheide
Tönisheide ist ein Stadtteil der Stadt Velbert in Stadtbezirk Neviges im Kreis Mettmann im Land Nordrhein-Westfalen in Deutschland. Der Ortsteil hatte am 11. Februar 2021 5.642 Einwohner.

## Geographie
Die Ortschaft liegt im Niederbergischen Land auf dem südlichen Abzweig des Velberter Höhenrückens der hier mit 269,2 m seinen höchsten Punkt hat. Der Höhenzug bildet eine Wasserscheide, die Bäche westlich des Kamms entwässern über den Angerbach in den Rhein, die östlich über den Hardenberger Bach in die Ruhr. Nach Norden grenzt der Velberter Stadtbezirk Mitte an, nach Osten Neviges und nach Südwesten Wülfrath.

## Bevölkerung
Am 2. Februar 2021 waren von den 4.447 Einwohnern (ohne Wimmersberg) 29,95 % evangelisch, 23,36 % röm. katholisch und 45,99 % anderer bzw. ohne Konfession. Der Ausländeranteil betrug 14,8 % (Stadtdurchschnitt 16,6 %). Der Anteil der über 65-Jährigen lag bei 18,91 % (Stadtdurchschnitt 21,28 %).
Im Wohnbereich Wimmersberg, der zu Tönisheide gehört, waren von den 1.195 Einwohnern 32,64 % evangelisch, 30,04 % röm. katholisch und 36,82 % anderer bzw. ohne Konfession. Der Ausländeranteil betrug 4,1 %. Der Anteil der über 65-Jährigen lag bei 23,01 %.

## Geschichte
Auf einem Zweig des Höhenrückens liegt 800 m vom Zentrum Tönisheide entfernt die Alte Burg, der Stammsitz der Herren von Hardenberg, welche 1145 erstmals erwähnt wurden. Bereits 1354 wurde die Herrschaft von ihrem damaligen Inhaber, dem Ritter Heinrich von Hardenberg, aus finanziellen Gründen an den Grafen Gerhard von Jülich-Berg und Ravensberg verkauft. Nach 142 Jahren, in denen Hardenberg von bergischen Amtleuten verwaltet wurde, ging es 1496 als erbliches Lehen an Bertram von Lützerode über.
Als bergische Unterherrschaft bewahrte sich der Ort eine gewisse Selbständigkeit. Steuer- und Gerichtshoheit verblieben bis etwa 1806 in Hardenberg.
Trotz direkter Nähe zur Burg bildete sich keine Ortschaft als Burgsiedlung aus. Die Siedlungsschwerpunkte der Bauerschaft Große Höhe, deren Ausdehnung dem heutigen Stadtteil nahezu entspricht, lagen aufgrund des rauen Klimas in den Quellmulden, wie z. B. Klauheim (um 1150 Cloheim) und Eldikum (1326 Eldichen).
Vielmehr scheint eine Fernhandelsstraße, welche hier einen ihrer höchsten Punkte erreicht den Ausschlag für die Ansiedlung von Herbergen und Handwerksbetrieben gegeben zu haben. Die Strata Coloniensis gehörte im Mittelalter zu den bedeutendsten Fernhandelswegen des Niederbergischen Hügellandes. Sie verband die Handelsmetropole Köln mit der 799 vom hl. Liudger gegründeten, reichsfreien Abtei Werden, einem späteren Benediktinerkloster. Die Strata Coloniensis war ein Verkehrsweg von Köln kommend, der schon zu Beginn des 2. Jahrhunderts bestanden hat. Der erste Nachweis ist eine Schenkungsurkunde: Am 16. Oktober 1065 schenkte Heinrich IV. dem Erzbischof von Bremen einen Bannforst zwischen Ruhr, Rhein, Düssel und dem Weg, der von Köln zur Brücke vor Werden führt.
Ein weiterer Anstoß kam durch die Errichtung der, dem Eremiten Antonius geweihte Kapelle, wie aus einer Urkunde von 1513 hervorgeht. Die Kapelle wurde urkundlich erstmals in einem Pachtblief 1448 erwähnt. Sie dürfte auf eine Stiftung des bergischen Herzogs Gerhard II zurückgehen. "St. Tönis" wurde namensgebend für den kleinen Ort auf der hoch gelegenen Heide.
Zu den Privilegien der Bergischen Unterherrschaft Hardenberg gehörte auch die Blutgerichtsbarkeit. 1554 unterstand das Landgericht zu Neviges der Jülich-Bergischen Rechtsordnung. Das "Halsgericht", das Gericht über Leben und Tod, lag in den Händen des Landgerichts. Der Hardenbergische Galgen stand am Eldikumer Baum zwischen Tönisheide und Keffhäuschen. Todesurteile bedurften der Bestätigung der Herrschaft. Ein Hexenprozess aus dem Jahr 1587 ist nur spärlich belegt. Eine Aufstellung im Zusammenhang eines Streits um die Blutgerichtsbarkeit, welche 1707 aufgestellt wurde, nennt mehrere Hinrichtungen von 15. Jahrhundert an. Für Hinrichtungen mit Strick oder Schwert wurden Scharfrichter aus Hattingen oder Angermund bestellt. Die letzte bekannte Hinrichtung fand 1769 durch Hängen statt. Danach soll aufgrund eines Justizmordes das Halsgericht der Herrschaft Hardenberg entzogen worden sein. Eine Mutter, deren Sohn verschwunden war, geriet in Verdacht, diesen getötet zu haben. Unter Folter gestand sie die Tat und wurde daraufhin zum Galgen verurteilt und hingerichtet. Doch erschien der Sohn nach etlichen Jahren wieder und erfuhr vom Schicksal der Mutter. Daraufhin habe die kurfürstliche Regierung zu Düsseldorf den Hardenbergern für ewige Zeit das Halsgericht entzogen.
Seit dem 17. Jahrhundert bestand ein bedeutender Jahrmarkt auf der Tönisheide auf dem insbesondere münsterländische Pferde feilgeboten wurden.
Einen Aufschwung erfuhr der locker bebaute Ort durch den Ausbau der Kölner Straße zu einer Chaussee im Jahr 1815, zu dieser Zeit lebten 262 Einwohner im Ort.
1818 wurde auch die aus Langenberg kommende Chaussee (heute Kuhlendahler Straße) bis Tönisheide ausgebaut. Beide Straßen dienten vor allem dem Kohlentransport. Kohlentreiber aus Tönisheide, die mit Pferd und Wagen lieferten von den Zechen aus dem nahen Revier die Kohlen in die benachbarten Städte, bis Eisenbahn und Automobil diesen Beruf verdrängten.
1832 gehörte Tönisheide der Bürgermeisterei Hardenberg im Kreis Elberfeld an. Der laut der Statistik und Topographie des Regierungsbezirks Düsseldorf als Dorfschaft kategorisierte Ort besaß zu dieser Zeit eine Kirche, ein öffentliches Gebäude, 39 Wohnhäuser und 15 landwirtschaftliche Gebäude. Zu dieser Zeit lebten 307 Einwohner im Ort, davon 32 katholischer und 275 evangelischer Konfession. Die Gemeinde- und Gutbezirksstatistik der Rheinprovinz führt den Ort 1871 mit 32 Wohnhäusern und 313 Einwohnern auf. Im Gemeindelexikon für die Provinz Rheinland werden 1885 32 Wohnhäuser mit 286 Einwohnern angegeben.
Zur Landwirtschaft kam in der Neuzeit das Handwerk der Weberei und der Metallverarbeitung, welches sich allmählich zu einer Industrie entwickelte. Im Gebiet der "Große Höhe" wuchs die Bevölkerung von 1871 bis 1910 von 1297 auf 2434 an (+87 %).
1888 erhielt Tönisheide schließlich einen Bahnanschluss und entwickelte sich für die nächsten 100 Jahre zu einem Verkehrsknoten. Zahlreiche Industriebetriebe der Metallindustrie siedelten sich im Ortskern an.
Die Naturfreunde Tönisheite erhielten aufgrund einer gewonnenen Wette mit einem Landwirt, dessen steinigen Acker innerhalb einer gesetzten Frist von den Steinen zu säubern ein angrenzendes Hanggrundstück auf dem sie ab 1923 in Eigenleistung das heute noch bestehende Naturfreundehaus errichteten.
Nationalsozialismus und Zweiter Weltkrieg
Nach der „Machtergreifung“ durch die Nationalsozialisten im Januar 1933 baute die KPD gemeinsam mit Sozialdemokraten, Parteilosen und Angehörigen freier Gewerkschaftsgruppen im Raum Wuppertal, der traditionell als „rot“ galt, innerbetriebliche Widerstandsgruppen auf. Im Unterbezirk Velbert, zu dem auch Neviges-Tönisheide, Wülfrath und Langenberg gehörten, waren die Widerstandsgruppen besonders tief in der Arbeiterschaft verwurzelt. Am 25. Januar 1935 rollte eine große Verhaftungswelle an. In den Wuppertaler Gewerkschaftsprozessen wurde Alex Judik (Jg. 1903) als Hauptangeklagter der Gruppe Tönisheide im Verfahren "Eikelmann u.a." zu 5 Jahren Zuchthaus verurteilt.
Das Naturfreundehaus wurde 1933 von Nationalsozialistischen Regime beschlagnahmt und die Organisation der Naturfreunde verboten. Heute gehört das Haus den NaturFreunden Essen-Kray-Steele.
Die Wehrmacht-Luftwaffe unterhielt in Tönisheide schon ab 1939 ein großes Munitionslager, die Munitionsausgabestelle 18/VI.
Am frühen Morgen des 24. Mai 1943 stürzte in Tönisheide ein viermotoriger britischer Bomber ab, der erste von mindestens vier im Gebiet der heutigen Stadt Velbert nachgewiesenen Abstürzen alliierter Flugzeuge. Teile des abstürzenden Flugzeuges trafen das Wohnhaus Velberter Straße 148 (heute Nevigeser Straße 237), die rechte Hälfte eines Doppelhauses, und zerstörten es vollständig. Im Dachgeschoss kam dadurch ein Bewohner ums Leben. Andere Teile des Flugzeuges trafen die Tönisheider Volksschule (heute Städtische Gemeinschaftsgrundschule Tönisheide) und beschädigten diese, das Heck des Flugzeuges mit Leitwerken
und MG-Turm blieb auf dem Dach der Schule liegen.
Bis heute ist nicht eindeutig geklärt, um welches Flugzeug es sich konkret handelte, bis heute unklar sind in dieser Nacht die Schicksale von einigen wenigen Avro Lancaster und Handley Page Halifax. Zeitzeugenberichten zufolge konnten sich vermutlich alle Besatzungsmitglieder mit dem Fallschirm retten. Die Maschine war an einem nächtlichen Angriff auf Dortmund beteiligt, bei dem etwa 620 Tote zu beklagen waren.
Tönisheide wurde bei Bombenangriffen am 23. August 1943, am 5. November 1943 und am 26. März 1944 in Mitleidenschaft gezogen, dabei waren auch Todesopfer zu beklagen. Verheerende Jabo-Angriffe kosteten in Tönisheide kurz vor Kriegsende – am 15. März, 24. März und 12. April 1945 – mindestens 15 Menschen das Leben. Bei einem dieser Angriffe wurde auch die Munitionsausgabestelle 18/VI der Luftwaffe getroffen. Dieses Munitionslager lag nahe der Bahnstrecke Wülfrath – Tönisheide. Jabos beschossen einen dort fahrenden Zug, trafen aber auch das Munitionslager, das dabei explodierte und zerstört wurde. Die explodierten Munitionsteile waren in großem Umkreis verstreut und wurden teils noch bis in die 50er Jahre dort gefunden und geräumt.
Das Kriegsende verlief in Tönisheide und Neviges nochmals tragisch. Am Abend des 15. April 1945 erhielten rund um Tönisheide in Stellung liegenden deutsche Geschützbatterien den Befehl, das Feuer auf die herannahenden amerikanischen Truppe zu eröffnen. Die Antwort der Amerikaner bestand in einem massiven Artilleriebeschuss des Stadtzentrums von Neviges in der Nacht vom 15. auf den 16. April 1945, bei dem nochmal 44 Todesopfer zu beklagen waren. Am 16. April zogen dann die amerikanischen Truppen in Neviges, Tönisheide und Velbert ein.
Zeit nach dem Zweiten Weltkrieg
Nach dem Zweiten Weltkrieg entstanden große Wohnquartiere am Wimmersberg und an der Drenk.
Im Rahmen der Gemeindereform in Nordrhein-Westfalen verlor Neviges (mit Tönisheide) am 1. Januar 1975 seine Stadtrechte. Die drei Nachbarstädte Neviges, Langenberg und Velbert wurden zu einer neuen Gemeinde mit dem Namen Velbert und der Bezeichnung Stadt zusammengeschlossen. Der Stadtteil Tönisheide wurde dem Stadtbezirk Neviges zugeordnet.

## Kultur und Sehenswürdigkeiten
- Die Burg Hardenberg, ist die Ruine einer Höhenburg auf einem 247 Meter hohen Bergsporn zwischen den Stadtteilen Neviges und Tönisheide. Die Anlage aus dem 11. oder 12. Jahrhundert war der Stammsitz der Herren von Hardenberg. Die Burg wurde zwar im 13. Jahrhundert durch Brand zerstört, war aber anschließend noch bis in das 15. Jahrhundert in Benutzung. Dies bewiesen auf dem Burgareal gefundene Keramikscherben, die dem 12. bis 15. Jahrhundert zugeordnet werden können.
- Evangelisch unierte Kirche St. Antonius (Eremit), Ersterwähnung 1448, ein schlichter, einschiffiger gotischer Bau der im Wesentlichen aus dem 15. Jhd. stammt. Der Dachreiter wurde 1779/80 aufgesetzt.
- Römisch-Katholische Kirche St. Antonius von Padua, 1932 errichtet, nachdem seit 1901 für die 700 Katholiken der Großen Höhe in einer Notkirche Gottesdienst gehalten wurde.
- Rheinkalk hat 2001 nach Aufgabe des 1940 angelegten Klär- und Schlammteiches Eignerbach um das Gelände einen Rundwanderweg angelegt. Die Streckenlänge beträgt ca. 10 km (ca. 3 Std.). Des Weiteren bietet das Gelände inzwischen eine artenreiche Natur, welche sich nahezu ungestört entwickeln kann. Diente das Gelände einst als Absetzbecken zur Sedimentation von mineralischen Feststoffen aus der Gesteinswäsche des Kalkwerkes Flandersbach, wird es nun nach und nach renaturiert. Neben Feucht- und Steinbiotopen gibt es noch Stillgewässer und Offenland zu entdecken. Heckrinder werden zur Beweidung eingesetzt.
- Der Panoramaradweg Niederbergbahn (Eigenschreibweise: PanoramaRadweg niederbergbahn) ist ein 2011 hauptsächlich auf der Trasse der stillgelegten Niederbergbahn eingerichteter Radwanderweg. Der etwa 39,5 km lange Radweg verbindet den Ruhrtalradweg bei Essen-Kettwig über Heiligenhaus, Velbert, Wülfrath, Wuppertal und Haan mit der Trasse der Korkenzieherbahn in Solingen. In Tönisheide hat er seinen höchsten Punkt. Zahlreiche Gastronomiebetriebe laden hier zum Verweilen ein.

## Verkehr

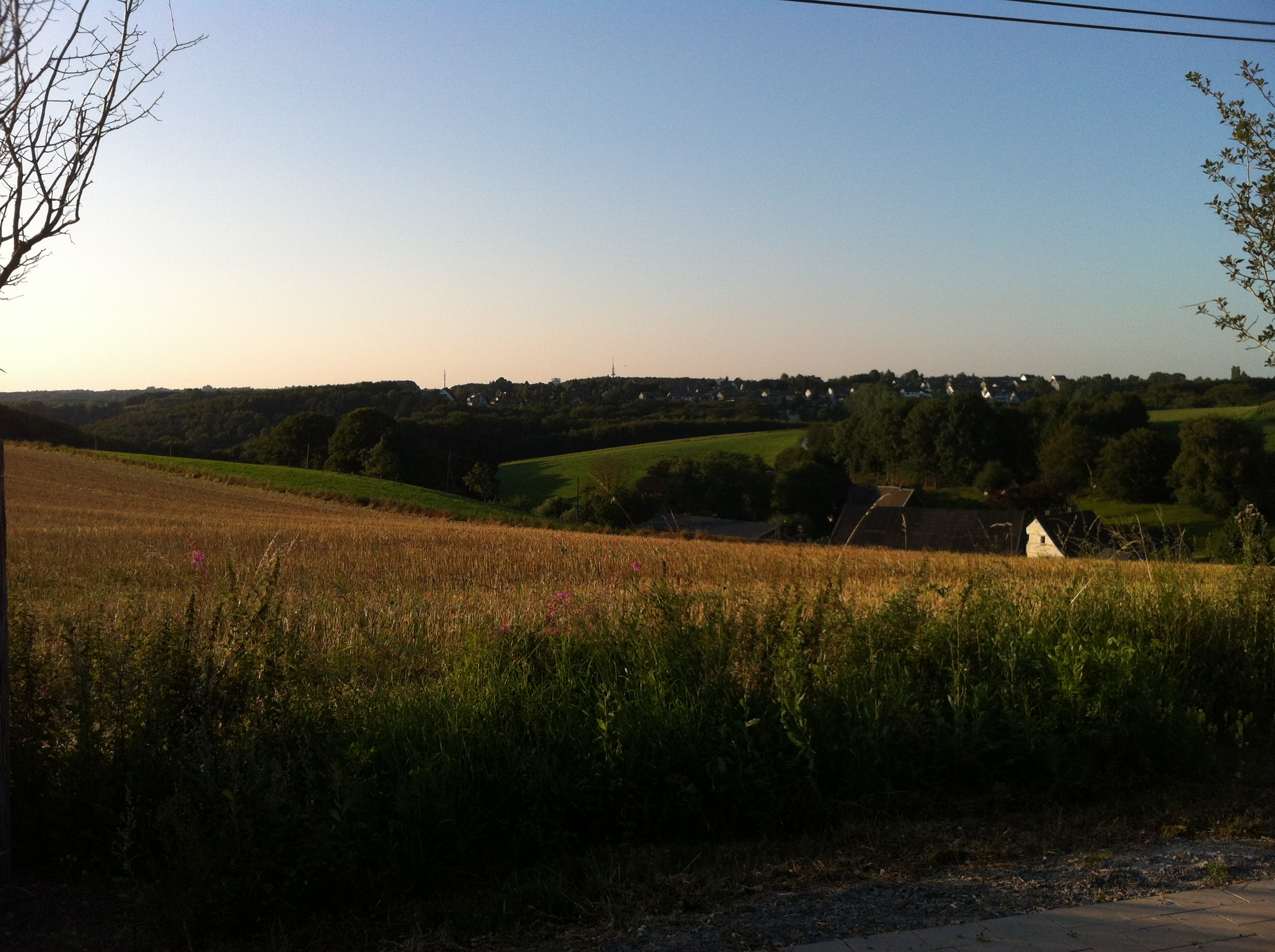
Blick vom Panoramaradweg auf Velbert-Tönisheide

- 1888 wurde die Niederbergbahn Oberdüssel-Kettwig Stausee gebaut und ein Bahnhof errichtet. Bis Ende der 1930er Jahre war das Verkehrsaufkommen auf der Strecke eher gering. Durch die Intensivierung der Rüstungsproduktion im Zweiten Weltkrieg in der Region stieg die Bedeutung der Niederbergbahn für den Güter- und Personenverkehr deutlich an und führte zu einer guten Auslastung. Der Personenverkehr auf der Bahnstrecke endete bereits 1960 wieder. Der Gütertransport von Heiligenhaus über Velbert nach Wülfrath wurde aber noch bis Ende 1994 (bis Velbert noch bis 1996) fortgesetzt. Ende 1995 wurde der Streckenabschnitt zwischen Velbert und Heiligenhaus offiziell stillgelegt, 1999 auch der Rest der Strecke zwischen Wülfrath und Velbert.Blick vom Panoramaradweg auf Velbert-Tönisheide Vorschläge zur Schaffung einer schnellen Personenverkehrsverbindung von Essen nach Velbert durch Reaktivierung der Niederbergbahn über Kettwig und Heiligenhaus kamen nie über das Planungsstadium hinaus. Um die Bahntrasse zu nutzen und langfristig die Möglichkeit einer Wiederbelebung der Niederbergbahn zu sichern, wurde 2009 mit der Planung begonnen, auf der Trasse einen Radwanderweg zu errichten. Der Panoramaradweg Niederbergbahn wurde am 16. Juli 2011 eröffnet und führt mitten durch Tönisheide.
- 1898 eröffnete die Bergische Kleinbahn die Straßenbahnlinie von Elberfeld über Neviges und Velbert nach Werden.
- 1912 wurde die Kleinbahn Dornap-Wülfrath-Schlupkothen nach Tönisheide verlängert. Tönisheide wurde in dieser Zeit zu einem Verkehrsknoten. Die Stilllegung der Kleinbahn erfolgte bereits 1938 wieder, die Straßenbahn wurde 1952 abgebaut.
- Die Bundesautobahn 535 ersetzt seit 1980, zunächst als B224n die Bundesstraße 224, die durch den Ort lief. Tönisheide ist durch die Abfahrten Tönisheide und Wülfrath direkt angebunden.

## Wirtschaft
Die Wirtschaft ist dominiert durch mittelständische Industriebetriebe, die unter anderem in der Metallverarbeitung tätig sind. Ein anderer wichtiger Zweig ist die Landwirtschaft.
Wichtige Unternehmen sind:
- Stein & Co. GmbH – Hersteller elektronischer Geräte
- Öztürk Industries GmbH & Co. KG – Kunststoffspritzgussproduktion für die Automotiveindustrie
- Mühlhause GmbH – Stanz- und Umformteile
- Julius Niederdrenk GmbH & Co. KG – Schließtechnik
- Schulte-Schlagbaum AG – Schließtechnik